# Dirphia
Dirphia är ett släkte av fjärilar. Dirphia ingår i familjen påfågelsspinnare.

## Bildgalleri

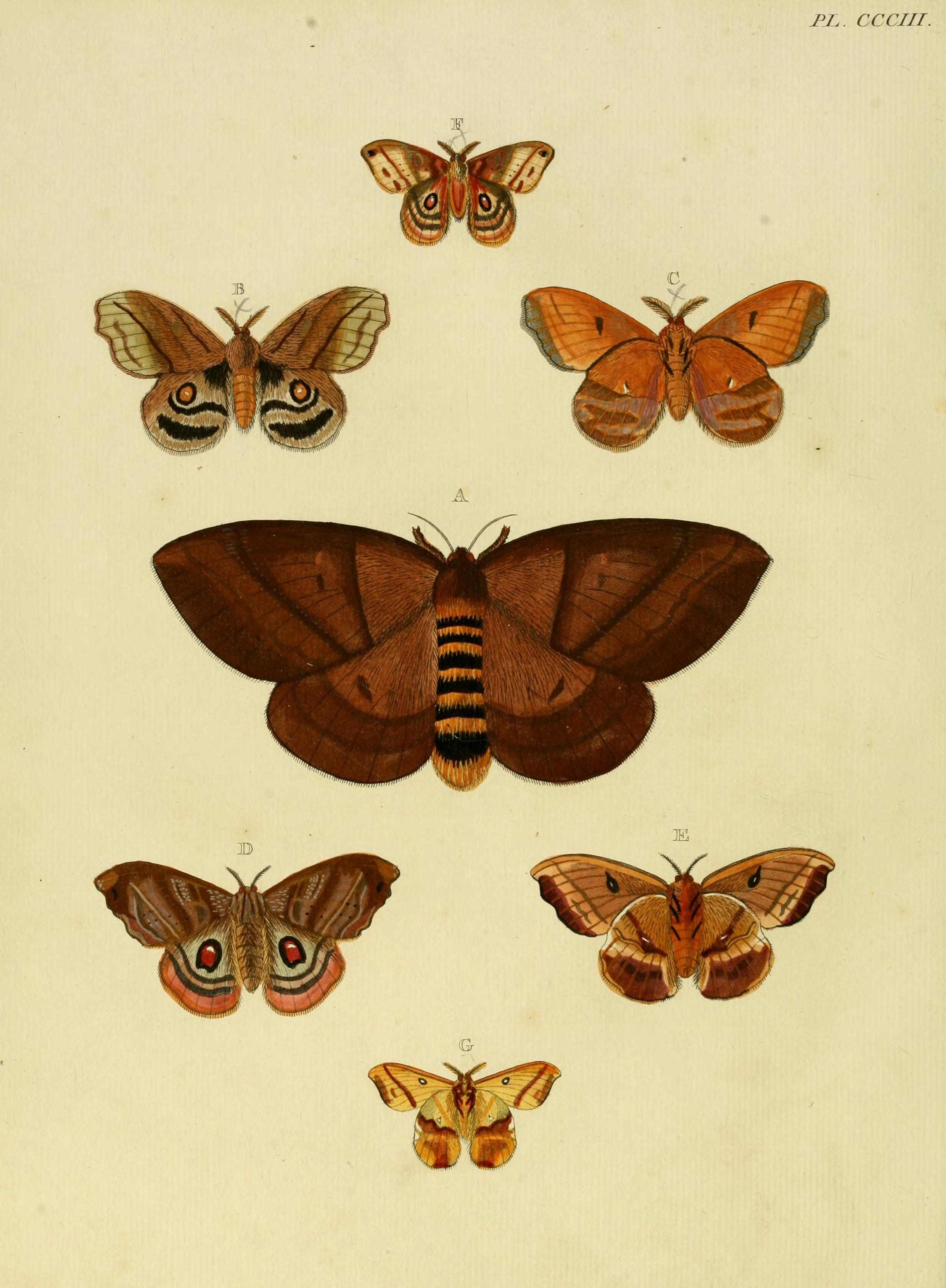
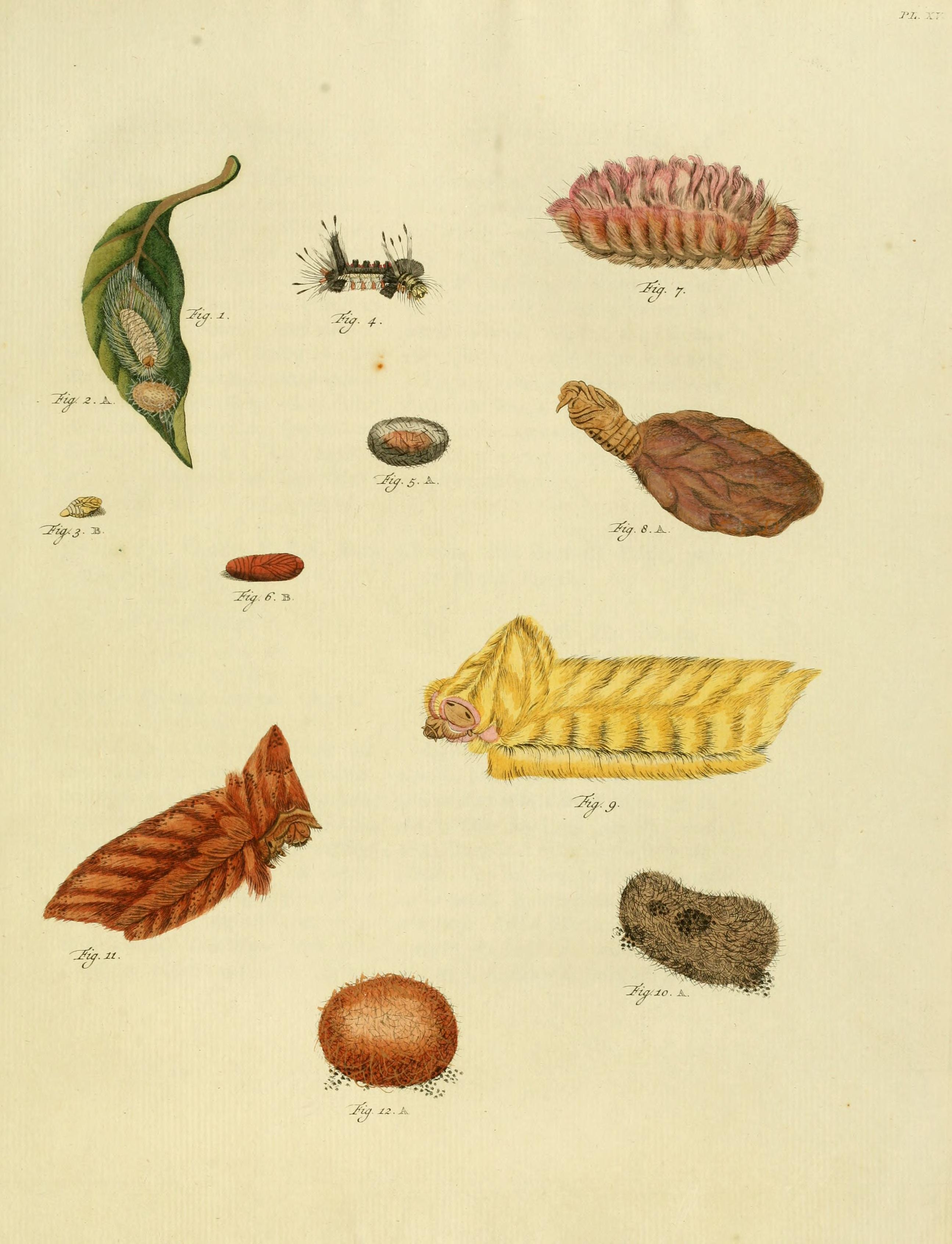
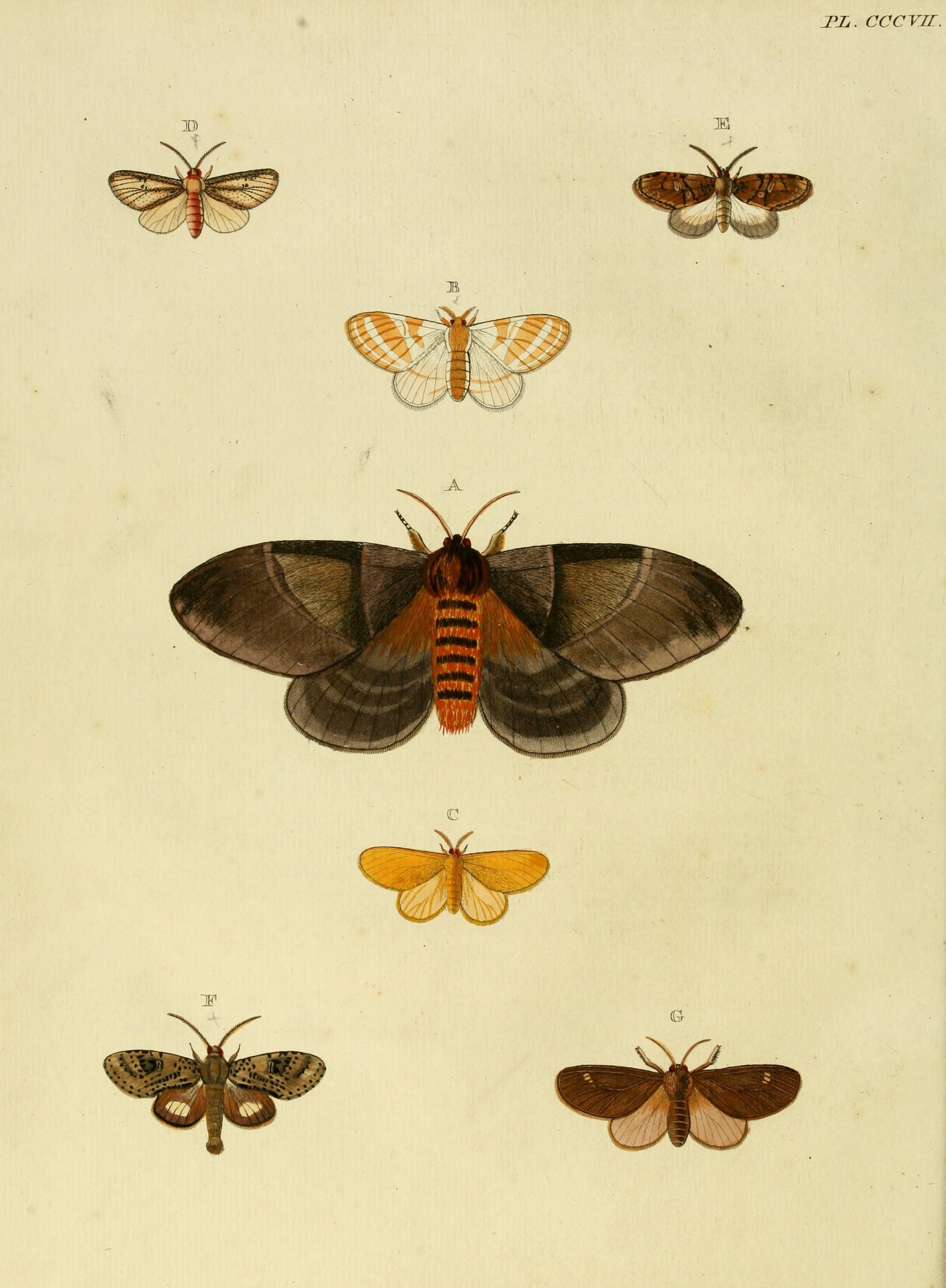
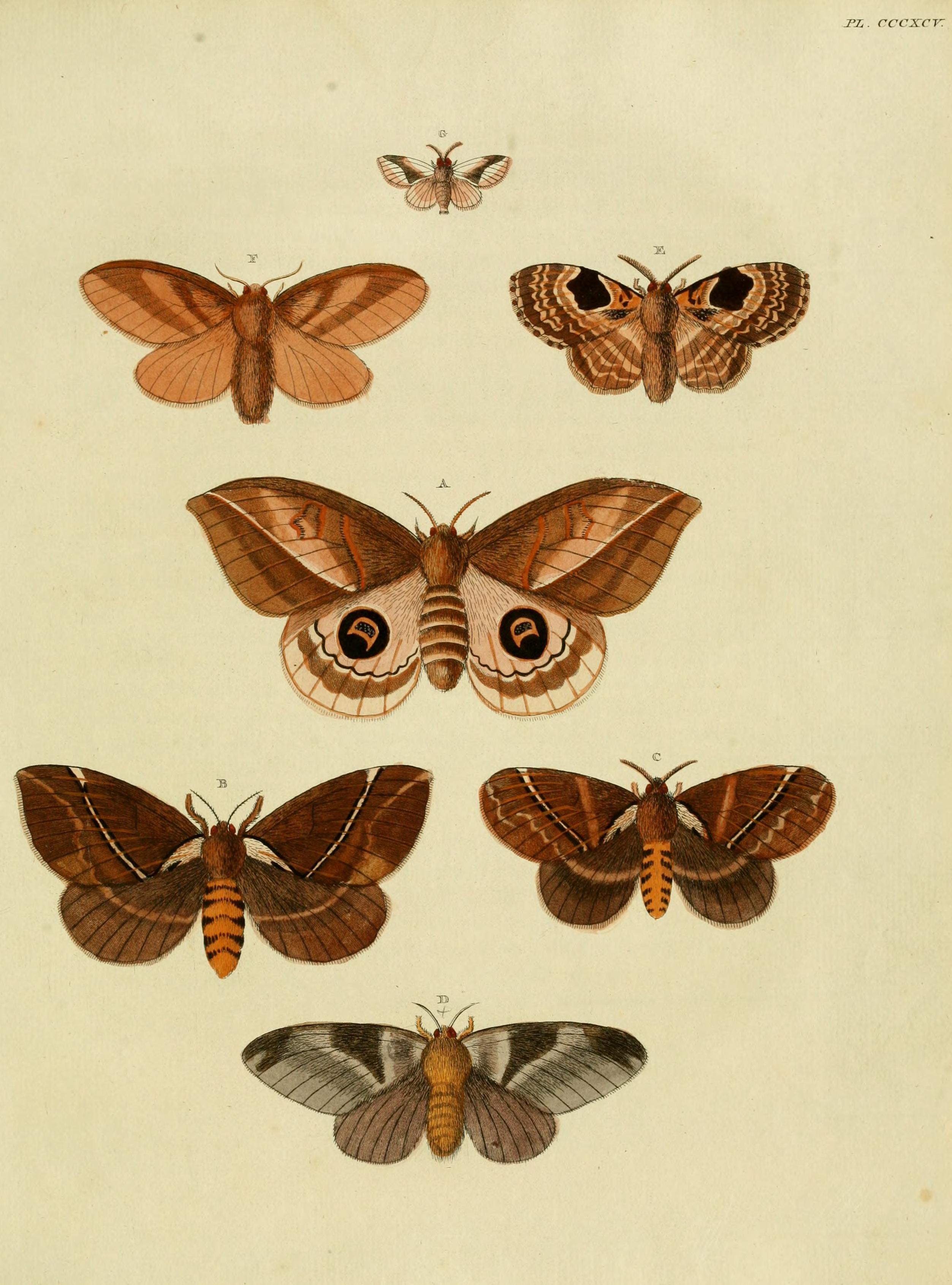
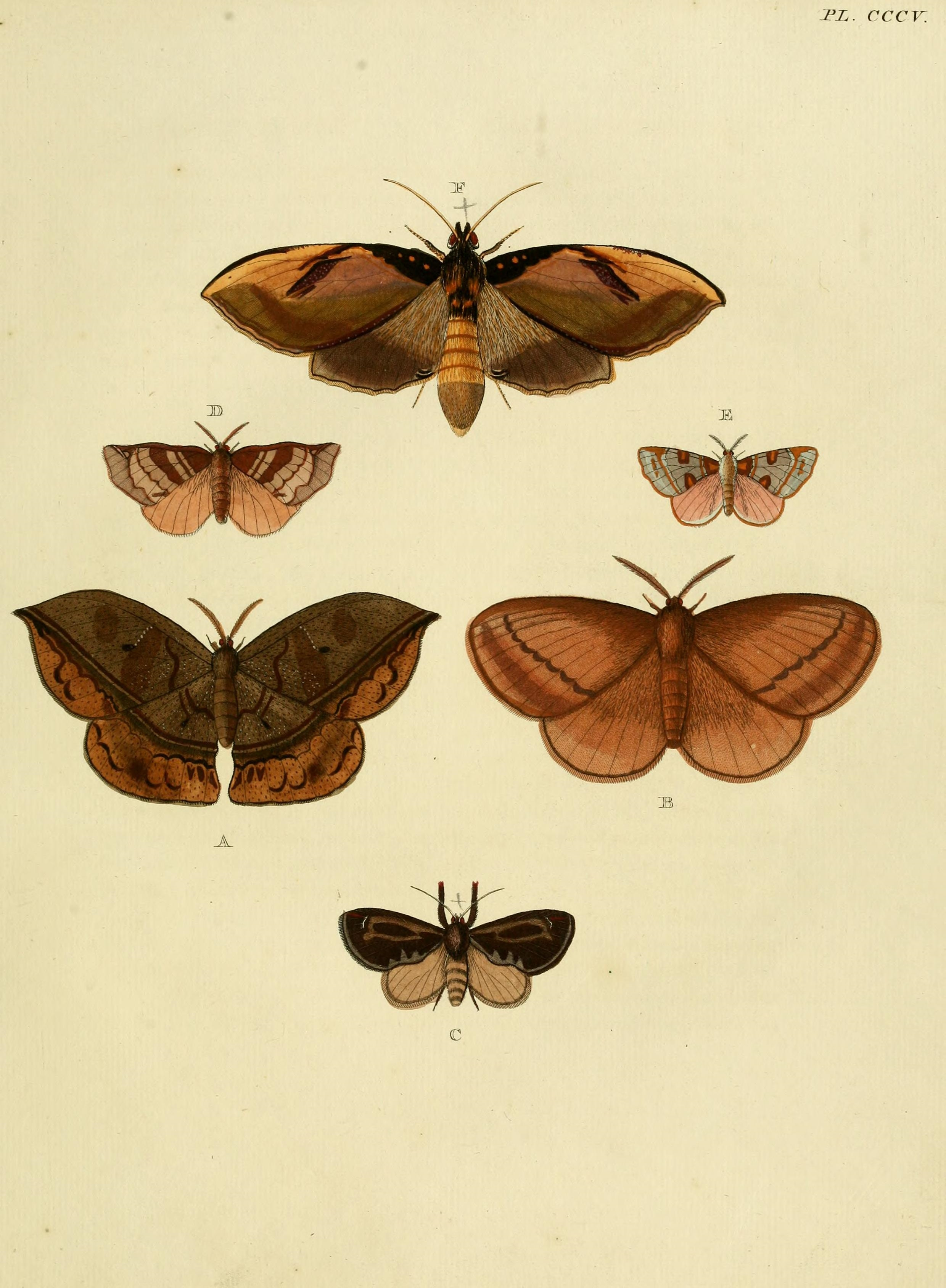
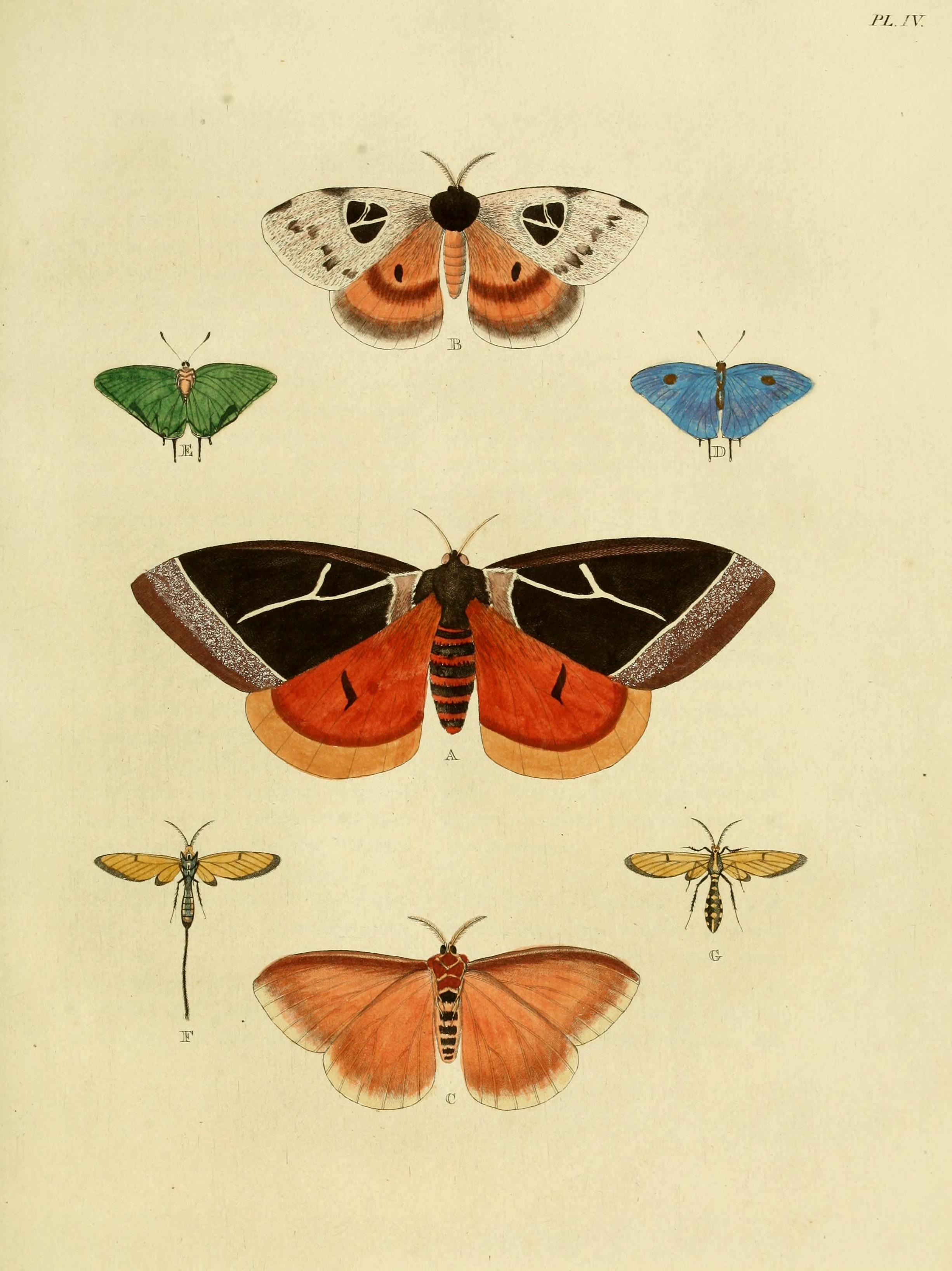

## Dottertaxa tillDirphia, i alfabetisk ordning[1]
- Dirphia abhorca
- Dirphia acidalia
- Dirphia aculea
- Dirphia afflata
- Dirphia agis
- Dirphia alba
- Dirphia albata
- Dirphia albilinea
- Dirphia albosignatus
- Dirphia amalia
- Dirphia andicola
- Dirphia angelica
- Dirphia angulata
- Dirphia aphlebia
- Dirphia aphrodite
- Dirphia apollinairei
- Dirphia araucariae
- Dirphia arcaei
- Dirphia arctus
- Dirphia areolata
- Dirphia arpi
- Dirphia augur
- Dirphia aurora
- Dirphia avia
- Dirphia avicula
- Dirphia avrilae
- Dirphia ayuruoca
- Dirphia baroma
- Dirphia biremis
- Dirphia boliviana
- Dirphia brasiliensis
- Dirphia brevifurca
- Dirphia brunneoalba
- Dirphia cadoui
- Dirphia caina
- Dirphia calchas
- Dirphia callosa
- Dirphia carilapha
- Dirphia castanea
- Dirphia catarinensis
- Dirphia catherina
- Dirphia centralis
- Dirphia choroniensis
- Dirphia cochabambensis
- Dirphia colax
- Dirphia colorata
- Dirphia columbiana
- Dirphia concava
- Dirphia concolor
- Dirphia confluens
- Dirphia consularis
- Dirphia convexa
- Dirphia costosa
- Dirphia crassifurca
- Dirphia cupripuncta
- Dirphia curitiba
- Dirphia dalcyra
- Dirphia decolor
- Dirphia delta
- Dirphia dentimaculata
- Dirphia divisa
- Dirphia dolosa
- Dirphia draudti
- Dirphia dukinfieldi
- Dirphia epiolina
- Dirphia eumedide
- Dirphia eumedidoides
- Dirphia eumenides
- Dirphia eximia
- Dirphia fallax
- Dirphia fasciata
- Dirphia fassli
- Dirphia fernandezi
- Dirphia flora
- Dirphia fornax
- Dirphia fraterna
- Dirphia gragatus
- Dirphia griseoalba
- Dirphia guyanensis
- Dirphia herbuloti
- Dirphia hircia
- Dirphia horca
- Dirphia horcana
- Dirphia hortensia
- Dirphia imaculata
- Dirphia impar
- Dirphia imperialis
- Dirphia impuncta
- Dirphia inflexa
- Dirphia infuscata
- Dirphia irradians
- Dirphia irregularis
- Dirphia javarina
- Dirphia jorgenseni
- Dirphia juninensis
- Dirphia kinkelini
- Dirphia lancea
- Dirphia lemoulti
- Dirphia lepta
- Dirphia lichyi
- Dirphia lineosa
- Dirphia lombardi
- Dirphia ludmillae
- Dirphia manes
- Dirphia mansosotoi
- Dirphia medinensis
- Dirphia melanosoma
- Dirphia menander
- Dirphia mexicana
- Dirphia minor
- Dirphia moderata
- Dirphia monticola
- Dirphia multicolor
- Dirphia muscosa
- Dirphia niceros
- Dirphia nigra
- Dirphia nora
- Dirphia nubila
- Dirphia obliqua
- Dirphia obtusa
- Dirphia orasia
- Dirphia oridocea
- Dirphia orientalis
- Dirphia orva
- Dirphia pacifica
- Dirphia pagenstecheri
- Dirphia pallida
- Dirphia panamensis
- Dirphia parallela
- Dirphia paranensis
- Dirphia peruvianus
- Dirphia picturata
- Dirphia plana
- Dirphia pomona
- Dirphia pulchra
- Dirphia pulchricornis
- Dirphia purpurascens
- Dirphia quaesita
- Dirphia radiata
- Dirphia ramigera
- Dirphia reducta
- Dirphia regia
- Dirphia rochereaui
- Dirphia romani
- Dirphia rosacea
- Dirphia roseigrisea
- Dirphia rothschildi
- Dirphia rubricauda
- Dirphia rufa
- Dirphia rufescens
- Dirphia rustica
- Dirphia satanas
- Dirphia satellitia
- Dirphia saturata
- Dirphia schreiteri
- Dirphia seitz
- Dirphia seraphini
- Dirphia sinuosa
- Dirphia sombrero
- Dirphia somniculosa
- Dirphia spitzi
- Dirphia spumosa
- Dirphia stolli
- Dirphia subhorca
- Dirphia tarpeius
- Dirphia tarquinia
- Dirphia theobromana
- Dirphia theodorici
- Dirphia thliptophana
- Dirphia torva
- Dirphia towa
- Dirphia triangulum
- Dirphia tribunalis
- Dirphia tripicata
- Dirphia trisignata
- Dirphia umbrata
- Dirphia undulosa
- Dirphia unicolor
- Dirphia uniformis
- Dirphia ursina
- Dirphia walkeri
- Dirphia wanderbilti
- Dirphia varia
- Dirphia venata
- Dirphia zeta
- Dirphia zikani